# An-180 (航空機)
An-180（アントノフ180；ウクライナ語：Ан-180；ロシア語：Ан-180）は、ウクライナの航空機メーカーであるアントノフが開発しようとした中型旅客機である。ソ連時代の1991年のパリ航空ショーで開発計画が公表されたが、実現しなかった。

## 概略
アントノフが1991年に発表した構想によれば、An-180は次のような旅客機になるとしていた。
- プロップファンを装着した双発機

推進用エンジンを従来のターボファンジェットやターボプロップエンジンではなく、逆回転プロップファンをターボプロップエンジン（プログレス設計局製D-27）で回転させるものであった。エンジンは機体後部にリアエンジン方式で装着するものであったが、エンジンの取り付け位置が水平尾翼の端であり牽引式につけるというものであった。これによりターボジェット機より若干遅い800Km/hの速度を出すとともに、燃料消費率も少なくなり経済的になるとしていた。
- ワイドボディとセミワイドボディの中間の胴体幅を持つ広い胴体

通路を2本持つゆったりした座席配置ができるため、快適性に優れた旅客機である。
当時のアントノフによれば、An-180を1995年までに開発したいとしていたが、その直後にソビエト連邦の崩壊による経済困難に直面したため、他の新開発機の構想とともに現在まで実現していない。ただし、アントノフはAn-70輸送機でプロップファン装着の機体を実用化することに成功している。

## そのほかのプロップファン機
「プロップファン」装着の機体としては、ソ連のヤコブレフ設計局がYak-46のバリエーションの一つとして検討していたほか、アメリカ合衆国のマクドネル・ダグラスがゼネラル・エレクトリック製のGE-36 UDFを装着するMD-94Xの開発をしていたほか、ボーイング社のボーイング7J7（日本では共同開発機としてYXXと呼称）も開発が進められていた。しかし、エンジンの開発の不調や実際に採用する航空会社が現れる見込みがないなどの諸般の事情で実現しなかった。

## 性能要目（計画値）
- 運航乗務員：2名
- 乗客：175名
- 全幅：35,60m
- 翼面積：127m²
- 全長：43,00m
- 高さ：4,30m
- 最大離陸重量：71,700kg
- 機体重量：42,500kg
- 最大搭載貨物：18,000kg
- 搭載エンジン：イーウチェンコ＝プロフレース D-27 プロップファン双発 10,210kW（13,880馬力）
- 巡航速度：800km/h
- 最大上昇限界高度：10,100m